# 约翰·V·皮克斯通
约翰·V·皮克斯通（英語：John Victor Pickstone，1944年5月29日—2014年2月12日）是一位英国历史学家，主要研究方向为科学史与医学史，现为曼彻斯特大学教授，主要作品有《认识方式：一种新的科学、技术和医学史》（Ways Of Knowing：A New History Of Science, Technology, And Medicine）等。